# José Lins do Rego
José Lins do Rego Cavalcanti (Pilar, 3 de junho de 1901 — Paraíba, 12 de setembro de 1957) foi um escritor brasileiro que, ao lado de Graciliano Ramos, Érico Veríssimo, Rachel de Queiroz e Jorge Amado, figura como um dos romancistas regionalistas mais prestigiosos da literatura nacional. Segundo Otto Maria Carpeaux, José Lins era "o último contador de histórias". Seu romance de estreia, Menino de Engenho (1932), foi publicado com dificuldade, todavia logo foi elogiado pela crítica.
José Lins escreveu cinco livros a que nomeou "Ciclo da cana-de-açúcar", numa referência ao papel que nele ocupa a decadência do engenho açucareiro nordestino, visto de modo cada vez menos nostálgico e mais realista pelo autor: Menino de Engenho (1932), Doidinho (1933), Bangüê (1934), O Moleque Ricardo (1935), e Usina (1936). Sua obra regionalista, contudo, não se encaixa somente na denúncia sócio-política, mas, como afirmou Manuel Cavalcanti Proença, igualmente em sua "sensibilidade à flor da pele, na sinceridade diante da vida, na autenticidade que o caracterizavam".
José Lins nasceu na Paraíba; seus antepassados, que eram em grande parte senhores de engenho, legaram ao garoto a riqueza do engenho de açúcar que lhe ocupou toda a infância. Seu contato com o mundo rural do Nordeste lhe deu a oportunidade de, nostálgica e criticamente, relatar suas experiências através das personagens de seus primeiros romances. Lins era ativo nos meios intelectuais. Ao matricular-se em 1920 na Faculdade de Direito do Recife ampliou seus contatos com o meio literário de Pernambuco, tornando-se amigo de José Américo de Almeida (autor de A Bagaceira). Em 1926, partiu para o Maceió, onde se reunia com importantes nomes, Graciliano Ramos, Rachel de Queiroz, Aurélio Buarque de Holanda e Jorge de Lima. Quando partiu para o Rio de Janeiro, em 1935, conquistou ainda mais a crítica e colaborou para a imprensa, escrevendo para os Diários Associados e O Globo.
É atribuída a José Lins do Rego a invenção de um novo romance moderno brasileiro. O conjunto de sua obra é um marco histórico na literatura regionalista por representar o declínio do Nordeste canavieiro. Alguns críticos acreditam que o autor ajudou a construir uma nova forma de escrever fundada na "obtenção de um ritmo oral", que foi tornada possível pela liberdade conquistada e praticada pelos modernistas de 1922. Sua magnum opus, Fogo Morto (1943), é vista como o "romance dos grandes personagens". Massaud Moisés escreveu que esta obra-prima de José Lins "é uma das mais representativas não só da ficção dos anos 30 como de todo o Modernismo".

## Biografia

### Infância

Casa do Engenho Corredor, onde nasceu José Lins do Rêgo. Arquivo Nacional

Nascido no Engenho Corredor, município paraibano de Pilar, filho de João do Rego Cavalcanti e de Amélia Lins Cavalcanti . Antes da morte da mãe, morou no Engenho de seu pai, o famoso Engenho Tapuá, no município paraibano de Sao Miguel de Taipu. Após o falecimento de D.Amélia, Zé Lins, aos quatro anos, muda-se para o engenho de seu avô materno. Este era o famoso Coronel Bubu do Corredor (José Lins Cavalcanti de Albuquerque, senhor de 8 engenhos da várzea do Rio Paraíba). Zé Lins permaneceu no Corredor até aos 12 anos de idade. Logo depois fez as primeiras letras no Internato Colégio de Itabaiana, no Instituto N. S. do Carmo e no Colégio Diocesano Pio X na então cidade da Paraíba atual João Pessoa. Depois estudou no Colégio Carneiro Leão e Osvaldo Cruz, em Recife. Desde esse tempo revelaram-se seus pendores literários. É de 1916, por exemplo, o primeiro contato com O Ateneu, de Raul Pompeia. Em 1918, aos dezessete anos portanto, José Lins travou conhecimento com Machado de Assis, através do Dom Casmurro. Desde a infância, já trazia consigo, outras raízes, do sangue e da terra, que vinham de seus pais, passando de geração em geração por outros homens e mulheres sempre ligados ao mundo rural do Nordeste açucareiro, às senzalas e aos negros rebanhos humanos que a foi formando.

### Juventude e início da carreira literária
Após passar sua infância no interior e ver de perto os engenhos de açúcar perderem espaço para as usinas, provocando muitas transformações sociais e econômicas, foi para João Pessoa, onde fez o curso secundário e depois, para Recife, onde matriculou-se, em 1920, na faculdade de Direito.
Nesse período, além de colaborar periodicamente com o Jornal do recife, fez amizade com Gilberto Freyre, que o influenciou e, em 1922, fundou o semanário Dom Casmurro.
Formou-se em 1923. Durante o curso, ampliou seus contatos com o meio literário pernambucano, tornando-se amigo de José Américo de Almeida, Osório Borba, Luís Delgado, Aníbal Fernandes, e outros. Gilberto Freyre, voltando em 1923 de uma longa temporada de estudos universitários nos Estados Unidos, marcou uma nova fase de influências no espírito de José Lins, através das ideias novas sobre a formação social brasileira.
Casando em 1924 com sua prima Philomena (Naná) Massa Lins do Rego, filha do senador Antônio Massa. Em 1925, ingressa no Ministério Público de Minas Gerais como promotor em Manhuaçu, zona da mata (MG), onde entretanto não se demorou. No mesmo ano abdica de seu cargo na promotoria e transfere-se em 1926 para a capital de Alagoas, onde passou a exercer as funções de fiscal de bancos, até 1930, e fiscal de consumo, de 1931 a 1935. Em Maceió, tornou-se colaborador do Jornal de Alagoas e passou a fazer parte do grupo de Graciliano Ramos, Rachel de Queiroz, Aurélio Buarque de Holanda, Jorge de Lima, Valdemar Cavalcanti, Aloísio Branco, Carlos Paurílio e outros. Ali publicou o seu primeiro livro, Menino de engenho (1932), chave de uma obra que se revelou de importância fundamental na história do moderno romance brasileiro. Além das opiniões elogiosas da crítica, sobretudo de João Ribeiro, o livro mereceu o Prêmio da Fundação Graça Aranha. Em 1933 publicou Doidinho, o segundo livro do "Ciclo da Cana-de-Açúcar".

### Perfil da obra e trajetória literária

Gilberto Freyre e José Lins do Rego, anos 1950. Arquivo Nacional.

O mundo rural do Nordeste, com as fazendas, as senzalas e os engenhos, serviu de inspiração para a obra do autor, que publicou seu primeiro livro - Menino de engenho - em 1932.
Em 1926 decidiu deixar para trás o trabalho como promotor público no interior de Minas Gerais e transferiu-se para Maceió, Alagoas. Lá conviveu com um grupo de escritores muito especial: Graciliano Ramos (o autor de Vidas Secas), Rachel de Queiroz (a jovem cearense, que já publicara o romance O Quinze), o poeta Jorge de Lima, Aurélio Buarque de Holanda (o mestre do dicionário), que se tornariam seus amigos para sempre. Convivendo neste ambiente tão criativo, escreveu os romances Doidinho (1933) e Bangue (1934). Daí em diante a obra de Zélins, como era chamado, não conheceu interrupções: publicou romances, um volume de memórias, livros de viagem, de conferências e de crônicas. E Histórias da Velha Totônia, seu único livro para o público infanto-juvenil, lançado em 1936. Também se encontra colaboração da sua autoria na revista luso-brasileira Atlântico.
Em 1935 mudou-se para o Rio de Janeiro. Seus livros são adaptados para o cinema e traduzidos na Alemanha, França, Inglaterra, Espanha, foi eleito para a Academia Brasileira de Letras.
Em 1957 José Lins faleceu. Encontra-se sepultado no Cemitério de São João Batista no Rio de Janeiro. A obra de José Lins do Rego é publicada pela editora José Olympio.

### Despojamento
O estilo de José Lins é inteiramente despojado e sem atitudes ou artifícios literários. Ele próprio via a si mesmo como um escritor instintivo e espontâneo, chegando a apontar que suas fontes da arte narrativa estavam nas ruas: "Quando imagino nos meus romances tomo sempre como modo de orientação o dizer as coisas como elas surgem na memória, com os jeitos e as maneiras simples dos cegos poetas". Apesar desta simplicidade linguística com que escreve, ele descreve com muita técnica os estados psicológicos de seus personagens, seguindo assim uma linha inaugurada por Proust. Além disso, ele tem um domínio da tradição literária e consegue fazer uma crítica dos hábitos em um estilo que lembra Thomas Hardy.

## Fortuna crítica e legado
Durante seu tempo de vida, José Lins foi lido e criticado por todos os grandes intelectuais do país. Mesmo o seu livro de estreia, Menino de Engenho, foi assim descrito por João Ribeiro, um dos mais importantes críticos literários da época:
"Bem examinadas as coisas, este livro pungente é de uma realidade profunda. Nada há nele que não seja o espelho do que se passa na sociedade rural e na das cidades do Norte e do Sul do Brasil. É de todo o Brasil e um pouco de todo o mundo." — João Ribeiro.
Menino de Engenho é amplamente considerado pela crítica como o pioneiro de uma "obra que se revelou de importância fundamental na história do moderno romance brasileiro". O colega Gilberto Freyre afirmou que José Lins havia iniciado, de fato, um "novo romance em língua portuguesa" e provocado no Nordeste a poesia modernista-tradicionalista que Jorge de Lima havia inaugurado com "O Mundo do Menino Impossível" e "Essa Nega Fulô". Alfredo Bosi, por sua vez, encontrou na obra de José Lins a mais alta expressão literária, poética e recordativa da transição do engenho para a usina na região canavieira da Paraíba e de Pernambuco. Wilson Martins não ficou satisfeito com Fogo Morto em seu História da Inteligência Brasileira, e afirmou que o "o livro passa de simples reelaboração do Ciclo da Cana-de-Açúcar, sem nada lhe acrescentar e até tirando-lhe alguma coisa". Bosi considerou, no entanto, Fogo Morto a verdadeira "superação" do ciclo da cana-de-açúcar.
Antonio Candido destacou a análise das personagens de Fogo Morto: "O que torna esse romance ímpar entre os publicados em 1943 é a qualidade humana dos personagens criados: aqui, os problemas se fundem nas pessoas e só têm sentido enquanto elementos do drama que elas vivem". Massaud Moisés pôs este romance entre os livros dos anos 30, muito embora ele tenha sido lançado em 1943, pela razão de ser a obra uma expressão "acabada do espírito do projeto estético e ideológico regionalista característico daquela década". Luciana Stegagno Picchio afirmou que graças a José Lins "o regionalismo tornou-se um ato pessoal, um instrumento de realização literária". Sérgio Milliet afirmou que José Lins fez uma grande obra ao "oferecer-nos uma imagem muito nítida do Nordeste dos últimos engenhos, evoluindo lentamente entre crises políticas e lutas domésticas, modorrento sob o sol das secas". Carpeaux escreveu que todo o universo da casa-grande, da senzala, dos senhores de engenho e etc. "nunca mais existirá a não ser nos romances de José Lins do Rego".

## Análise

Funeral de José Lins do Rêgo, 1957. Arquivo Nacional

Mário de Andrade escreveu que Fogo Morto era um "dado psicológico único". A criação literária de José Lins do Rego, como ele próprio afirma, foi baseada, fundamentalmente, nas histórias de trancoso, contadas pela velha Totôia e pela leitura de Os doze pares da França, de Carlos Magno, que ele leu aos doze anos, ainda no internato de Itabaiana, tendo recebido, também, influências de Victor Hugo, Proust, Hardy, Stendhal e os que ele chamava de "os grandes russos da minha vida: Tolstói, Tchecov e Dostoievski". Entre os nacionais, ele cita Raul Pompeia, Machado de Assis, Gilberto Freyre e Olívio Montenegro. Participou do movimento regionalista de 33 organizado por Gilberto Freyre no Recife.
A obra de Zé Lins caracteriza-se, particularmente, pelo extraordinário poder de descrição. Reproduz no texto a linguagem do eito, da bagaceira, do nordestino, tornando-o no mais legítimo representante da literatura regional nordestina.

A Menino de Engenho, seguiram-se Doidinho, 1933; Banguê, 1934; Moleque Ricardo, 1935; Usina, 1936;  Pureza, 1937; Fogo Morto, 1943, fechando, com este, o Ciclo-da Cana-de-Açúcar. Em 1937 publicou Pedra Bonita e, em 1953, Cangaceiros que formaram o Ciclo do Cangaço. Outras publicações:  Riacho doce; Água mãe (prêmio da Fundação Felipe de Oliveira); Eurídice (Prêmio Fábio Prado); Meus verdes anos (memórias); Histórias da velha Totônia; Gordos e magros; Poesia e vida; Homens, seres e coisas; A casa e o homem; Presença do Nordeste na literatura brasileira; O vulcão e a fonte, (1958, póstuma). Conferências: Pedro Américo; Conferência no Prata; Discurso de posse na Academia Brasileira de Letras. Viagem: Bota de sete léguas. Em colaboração com Raquel de Queiroz e Graciliano Ramos Brandão entre o mar e o amor.

Posse de José Lins do Rêgo na Academia Brasileira de Letras

## Academia Paraibana de Letras
É patrono da cadeira 39 da Academia Paraibana de Letras, que tem como fundador Coriolano de Medeiros e é atualmente ocupada por Sérgio de Castro Pinto.

## Academia Brasileira de Letras
Foi eleito membro da Academia Brasileira de Letras em 15 de setembro de 1955, para a cadeira 25.

## Obras
| Ficção - Menino de engenho (1932) - Doidinho (1933) - Banguê (1934) - O moleque Ricardo (1935) - Usina (1936) - Pureza (1937) - Pedra bonita (1938) - Riacho doce (1939) - Água-mãe (1941) - Fogo morto (1943) - Eurídice (1947) - Cangaceiros (1953) Memórias - Meus verdes anos (1956) Infanto-juvenil - Histórias da velha Totônia (1936) | Crônica e crítica - Gordos e magros (1942) - Poesia e vida (1945) - Homens, seres e coisas (1952) - A casa e o homem (1954) - Presença do Nordeste na literatura brasileira (1957) - O vulcão e a fonte (1958) Conferências - Pedro Américo (1943) - Conferências no Prata (1946) - Discurso de posse na ABL (1957) Viagem - Bota de sete léguas (1951) - Roteiro de Israel (1955) - Gregos e troianos (1957) | Obras póstumas - Dias idos e vividos — antologia (1981) - Ligeiros traços: escritos de juventude (2007) - Flamengo é puro amor: 111 crônicas escolhidas (2008) |

## Edições estrangeiras
| Menino de engenho - Niño de ingenio (espanhol) (Buenos Aires, Emecé, 1946) - Santa Rosa: Roman (alemão) (Hamburgo, Mölich, 1953) (Contém Menino de engenho, Banguê e O moleque Ricardo) - L'Enfant de la plantation (francês) (Paris, Deux-Rives, 1953) - Plantation Boy (inglês) (Nova York, Knopf, 1966) - Niño de ingenio (espanhol) (Havana, Casa de las Américas, 1969) - Il treno di Recife: due romanzi (italiano) (Milão, Longanesi, 1974) (Contém Menino de engenho e O moleque Ricardo) - Pojken på sockerplantagen (sueco) (Montevidéu, Nordan, 1990) - El niño del ingenio de azúcar (espanhol) (Madri, Celeste, 2000) - L'Enfant de la plantation (francês) (Paris, Anacaona, 2013) Banguê - Banguê: el viejo ingenio (espanhol) (Buenos Aires, Losada, 1945) O moleque Ricardo - Il treno di Recife: due romanzi (italiano) (Milão, Longanesi, 1974) (Contém Menino de engenho e O moleque Ricardo) | Pureza - Pureza: A Brazilian Novel (inglês) (Londres, Hutchinson, 1947) Fogo morto - Fuoco spento (italiano) (Roma, Bocca, 1956) - Угасший огонь (“Ugáchi agon”) (russo) (Moscou, Khudojestvenaia literatura, 1967) - Crépuscules (francês) (Paris, Anacaona, 2017) Cangaceiros - Cangaceiros (francês) (Paris, Plon, 1956) - Rhapsodie in Rot (alemão) (Bonn, Hieronimi, 1958) - Cangaceiros (espanhol) (Havana, Arte y Literatura, 1979) |

## Filmografia
- Menino de engenho (1965). Produção: Glauber Rocha e Walter Lima Júnior. Direção: Walter Lima Júnior.
- José Lins do Rego (documentário). Prêmio do Instituto Nacional do Cinema como a melhor direção de curta-metragem em 1969. Produção:
- José Lins do Rego (curta-metragem). Produção: José Olympio Editora. Direção: Walter Lima Júnior.
- Fogo morto. Produção: Miguel Borges. Direção: Marcos Faria.
- José Lins do Rego: Engenho e Arte (documentário).Produção: TV Escola. Direção: Hilton Lacerda. TV Escola: José Lins do Rego.
- O Engenho de Zé Lins (documentário, 2006). Produção e direção: Vladimir Carvalho. Prêmio de Melhor Montagem no Festival de Brasília de 2006.